# تمام خطاهای تو: بخش ۱
تمام خطاهای تو: بخش ۱ (به انگلیسی: All Your Fault: Pt. 1) دومین ئی‌پی از خوانندهٔ آمریکایی بی‌بی رکسا می‌باشد که در ۱۷ فوریهٔ سال ۲۰۱۷ منتشر گردید. جی-ایزی و تای دولا ساین در این آلبوم به‌عنوان مهمان حضور دارند. تک‌آهنگ اصلی آلبوم با نام «هواتو دارم» در ۲۸ اکتبر سال ۲۰۱۶ منتشر گردیده‌است.